# Володченко, Николай Герасимович
Никола́й Гера́симович Воло́дченко (1862—1945/1946) — генерал-лейтенант Русской императорской армии, в 1917 году — главнокомандующий Юго-Западным фронтом.

## Биография
Родился в Санкт-Петербурге 20 ноября (2 декабря) 1862 года, православного вероисповедания. Сын надворного советника.
Образование получил в 3-й Санкт-Петербургской военной гимназии, по окончании которой 1 сентября 1881 года был зачислен в Михайловское артиллерийское училище. Выпущен 14 августа 1884 года подпоручиком в 1-ю резервную артиллерийскую бригаду. В 1886 году был произведен в поручики со старшинством в чине с 7 августа 1886 года.
В 1889 году Володченко успешно сдал вступительные экзамены в Николаевскую академию Генерального штаба, откуда был выпущен в 1892 году по 1-му разряду, причём, за успехи в науках, был произведён в штабс-капитаны со старшинством с 6 мая 1892 года и причислен к Генеральному штабу. Был назначен состоять при штабе Виленского военного округа.
26 ноября 1892 года был переведен в Генеральный штаб с назначением старшим адъютантом штаба 2-й кавалерийской дивизии, 17 апреля 1894 года произведен в капитаны. С 1 октября 1897 года по 1 октября 1894 года проходил цензовое командование эскадроном в 6-м лейб-драгунском Павлоградском полку. Произведённый 18 апреля 1899 года в подполковники, Володченко тогда же был назначен старшим адъютантом штаба Виленского военного округа; с 16 января 1901 года состоял штаб-офицером для поручений при командующем войсками Виленского военного округа. С 9 мая по 9 ноября 1902 года был прикомандирован к 6-му лейб-драгунскому Павлоградскому полку для ознакомления с общими требованиями управления и ведения полкового хозяйства. 20 июля 1902 года назначен начальником штаба 2-й кавалерийской дивизии и 6 апреля следующего года произведён в полковники.
После начала войны с Японией Володченко отправился в действующую армию, где состоял начальником этапов 2-й Маньчжурской армии. За бои при деревнях Матуран и Мадепу был награждён орденом Св. Владимира 4-й степени с мечами и бантом и Золотым оружием с надписью «За храбрость».
По окончании военных действий Володченко 27 октября 1905 года был переведен в Отдельный корпус пограничной стражи и получил назначение на должность начальника штаба Заамурского округа ОКПС.
14 июля 1909 года, за отличия по службе, произведен в генерал-майоры. Был женат, имел сына.
Перед началом Первой мировой войны, при мобилизации, Володченко 2 августа 1914 года был назначен командиром бригады 3-й Донской казачьей дивизии; в ноябрьских боях 1914 года командовал самой этой дивизией. С 26 апреля 1915 года являлся командующим (позже начальником) 16-й кавалерийской дивизии. Во время Горлицкого сражения и прорыва австро-германских войск генерала А. фон Макензена у Тарнува (в апреле 1915 года) командовал сводным кавалерийским корпусом 3-й армии.
За боевые отличия 16 июня 1915 года был произведен в генерал-лейтенанты (со старшинством с 24 ноября 1914 года). Дивизия Н. Г. Володченко отличилась 23–24 июня 1916 года, будучи введена в прорыв у Костюхновки.
7 апреля 1917 года Володченко был назначен командиром 46-го армейского корпуса. 9 сентября 1917 года сменил генерала Ф. Е. Огородникова на посту главнокомандующего армиями Юго-Западного фронта. Способствовал проведению украинизации ряда воинских частей Юго-Западного фронта и формированию из них двух украинизированных армейских корпусов — 1-го Украинского и 2-го Запорожского.
На следующий день после Октябрьской революции Володченко вошёл в состав фронтового Комитета спасения революции. 5 ноября 1917 года он подписал Бердичевское соглашение с Украинской Центральной Радой, согласно которому передал под управление Рады тыловые районы фронта, однако 24 ноября 1917 года, по требованию Петроградского большевистского правительства, сдал командование фронтом (вышел в отставку) и в декабре 1917 года уехал в Одессу.
В 1919 году Володченко эвакуировался на Дальний Восток, состоял сначала в армии Восточного фронта, затем начальником внутренней охраны полиции КВЖД.
Жил эмигрантом в Харбине, опубликовал несколько статей в крупнейшем журнале русской эмиграции «Часовой». Был активным деятелем в русской военной эмиграции в Маньчжурии и одно время открыто претендовал на официальное руководство в ней.
24 сентября 1945 года был арестован органами СМЕРШ по обвинению в антисоветской деятельности и в конце года (по другим данным — в 1946 году) скончался в заключении во время следствия.
По заключению прокуратуры Омской области от 22 ноября 1999 года был посмертно реабилитирован.
Внук Н. Г. Володченко, Михаил Николаевич Володченко (творческий псевдоним — Михаил Волин), — поэт и прозаик, соавтор Александра Вертинского.

## Награды
- Орден Святого Станислава 3-й степени (1894)
- Орден Святой Анны 3-й степени (1898)
- Орден Святого Станислава 2-й степени (1901)
- Орден Святого Владимира 4-й степени с мечами и бантом (1905; утв. ВП 23.02.1906)
- Золотое оружие с надписью «За храбрость» (1905; утв. ВП 16.03.1906)
- Орден Святой Анны 2-й степени (1906)
- Орден Святого Владимира 3-й степени (1907)
- Орден Святого Станислава 1-й степени (14.04.1913)
- Высочайшее благоволение (1914)
- Орден Святой Анны 1-й степени с мечами (ВП 30.12.1914)
- Орден Святого Георгия 4-й степени (ВП 19.05.1915): …за выдающуюся распорядительность, храбрость и самоотвержение, оказанные во время командования им 3-й Донской казачьей дивизией, в составе сводного кавалерийского корпуса генерал-майора Драгомирова, в боях с 4-го по 24-е ноября 1914 года у Грибова, Нового Сандеца, Лиманова, Тымбарка, Домбра, Поробка, Гора Св. Яна и Лапанува, благодаря коим успешно была исполнена задача, возложенная на конный корпус.
- Орден Святого Владимира 2-й степени с мечами (ВП 04.10.1915)
- Мечи к ордену Святого Станислава 1-й степени (ВП 22.10.1915, стр. 17)
- Мечи к ордену Святого Владимира 3-й степени (ВП 22.10.1915, стр. 17)

медали:
- «В память царствования императора Александра III» (1896)
- «В память русско-японской войны» (1906)
- «В память 300-летия царствования дома Романовых» (1913)

иностранные:
- китайский орден Двойного Дракона 2-й степени 3-го класса (1908)
- японский орден Восходящего солнца (1911)